# Spectrum (anthologie)
Pour les articles homonymes, voir Spectrum.
Spectrum — The Best in Contemporary Fantastic Art est une anthologie graphique américaine annuelle lancée en 1994 qui publie les œuvres d'artistes contemporains en rapport avec l'imaginaire, par le biais d'un concours et de prix du même nom qui récompensent les meilleures œuvres de l'art fantastique contemporain international. 
Elle regroupe des illustrations, des peintures et parfois des photos de sculptures en rapport avec la science-fiction, la fantasy ou le fantastique, c'est-à-dire les littératures de l'imaginaire en général, mais aussi les comics, le cinéma, la télévision, les jeux, les produits à collectionner (collectibles) et les autres médias. Elle publie aussi bien des illustrations réalisées pour des éditeurs ou dans le cadre d'univers à licence que des œuvres inédites.

## Fonctionnement
La revue a été lancée en 1993 par Cathy et Arnie Fenner, qui l'ont dirigée pendant 20 ans avant de transmettre le flambeau en 2013 à l'éditeur et rédacteur John Fleskes de Flesk Publications, à partir de Spectrum 21. Celui-ci assume la direction de l'ouvrage jusqu'au volume 27, puis Cathy et Arnie Fenner reprennent la direction à partir du volume 28.
Spectrum 1 est paru en 1994 chez Underwood Books, et la publication se poursuit au rythme d'un volume par an. Le volume 28 est néanmoins reporté en raison de la pandémie de Covid-19. 
La publication fonctionne sur le principe d'un appel à contributions annuel, communiqué généralement en octobre ; le premier a été lancé en octobre 1993. Le concours est ouvert à tous ; étudiants et artistes sont traités sur un pied d'égalité. Le nombre d'œuvres qu'un artiste peut présenter n'est pas limité et il n'y a pas de présélection avant le choix du jury.
Un jury d'experts professionnels examine les œuvres proposées et publie celles qui sont sélectionnées

## Prix Spectrum
Outre le choix des œuvres sélectionnées, le jury attribue également chaque année des récompenses aux artistes et illustrateurs dans diverses catégories. Le jury sélectionne deux lauréats (Or et Argent) dans chaque catégorie, tandis que le conseil consultatif de Spectrum choisit le lauréat du prix Grand Maître.
Chaque lauréat du prix Spectrum reçoit une statuette et une page complète de l'anthologie présente son œuvre primée. À partir de Spectrum 21, une page complète supplémentaire est également consacrée au lauréat. Cette deuxième page comprend une photographie de l'artiste, un extrait de son discours d'acceptation du prix et une courte biographie.

## Spectrum Fantastic Art Live (SFAL)
Les prix Spectrum sont décernés chaque année au cours d'une soirée intitulée Spectrum Fantastic Art Live inspirée par la cérémonie des Oscars. Des professionnels de premier plan du secteur (tels que Michael Whelan, Gerald Brom, Iain McCaig) présentent les nommés et leurs œuvres ; les gagnants prononcent un discours et sont photographiés en coulisses avec leur statue.

## Reconnaissance (nominations et prix)
L'anthologie Spectrum a remporté à 16 reprises (sur 26 occurrences de 1979 à 2020) le prix Locus dans la catégorie Meilleur livre d'art (pour les volumes 1, 2, 3, 5, 7, 8, 9, 11, 12, 13, 17, 18, 19, 20, 21 et 26). En outre, Spectrum a obtenu sept fois la deuxième place du vote (volumes 4, 6, 14, 15, 16, 23 et 24) et la troisième place pour Spectrum 10, soit 24 récompenses en 26 ans.
L'anthologie a été nommée neuf fois pour le prix Hugo de la meilleure œuvre connexe (Spectrum 1, 2, 4, 5, 6, 9, 10, 15 et 25).
Spectrum 7 a été nommé pour le prix World Fantasy de la catégorie Prix spécial professionnel.
Cathy et Arnie Fenner ont également été nommés (2000 et 2004) ou lauréats (1995 et 1999) du prix Chesley de meilleur directeur artistique pour Spectrum,.